# Kommando Martyr Halimeh
Das Kommando Märtyrerin Halima (englisch: Martyr Halimeh) war eine vierköpfige Terroristengruppe der Volksfront zur Befreiung Palästinas, die am 13. Oktober 1977 auf dem Flug von Palma nach Frankfurt am Main die Landshut entführte, eine Boeing 737 der Lufthansa mit 91 Menschen an Bord. Die Gruppe hielt das Flugzeug bis zum 18. Oktober in ihrer Gewalt.
Ursprünglich war „Halima“ der Deckname der bei der Flugzeugentführung nach Entebbe erschossenen Terroristin Brigitte Kuhlmann.
Anführer der Gruppe war Zohair Youssif Akache. Er ermordete im Laufe der Entführung den Kapitän der Landshut, Jürgen Schumann. Die anderen Mitglieder waren Souhaila Andrawes alias Soraya Ansari, Hind Alameh alias Nadja Duaibes und Wabil Harb alias Riza Abbasi.
Die Entführung endete am 18. Oktober 1977 auf dem Flughafen von Mogadischu mit der Geiselbefreiung durch die Spezialeinheit GSG 9. Das Feuergefecht überlebte von Seiten der Terroristen einzig Andrawes.
Die Entführung der Landshut war Teil der Terroranschläge im Deutschen Herbst 1977 und hatte die Freipressung der in Stammheim inhaftierten RAF-Terroristen sowie in der Türkei inhaftierter Terroristen zum Ziel. Die Aktion sollte zur Unterstützung der Entführung Hanns Martin Schleyers dienen.